# 富士川大橋
富士川大橋（ふじかわおおはし）は、山梨県南巨摩郡富士川町と西八代郡市川三郷町を結ぶ、富士川に架かる橋である。

## 概要

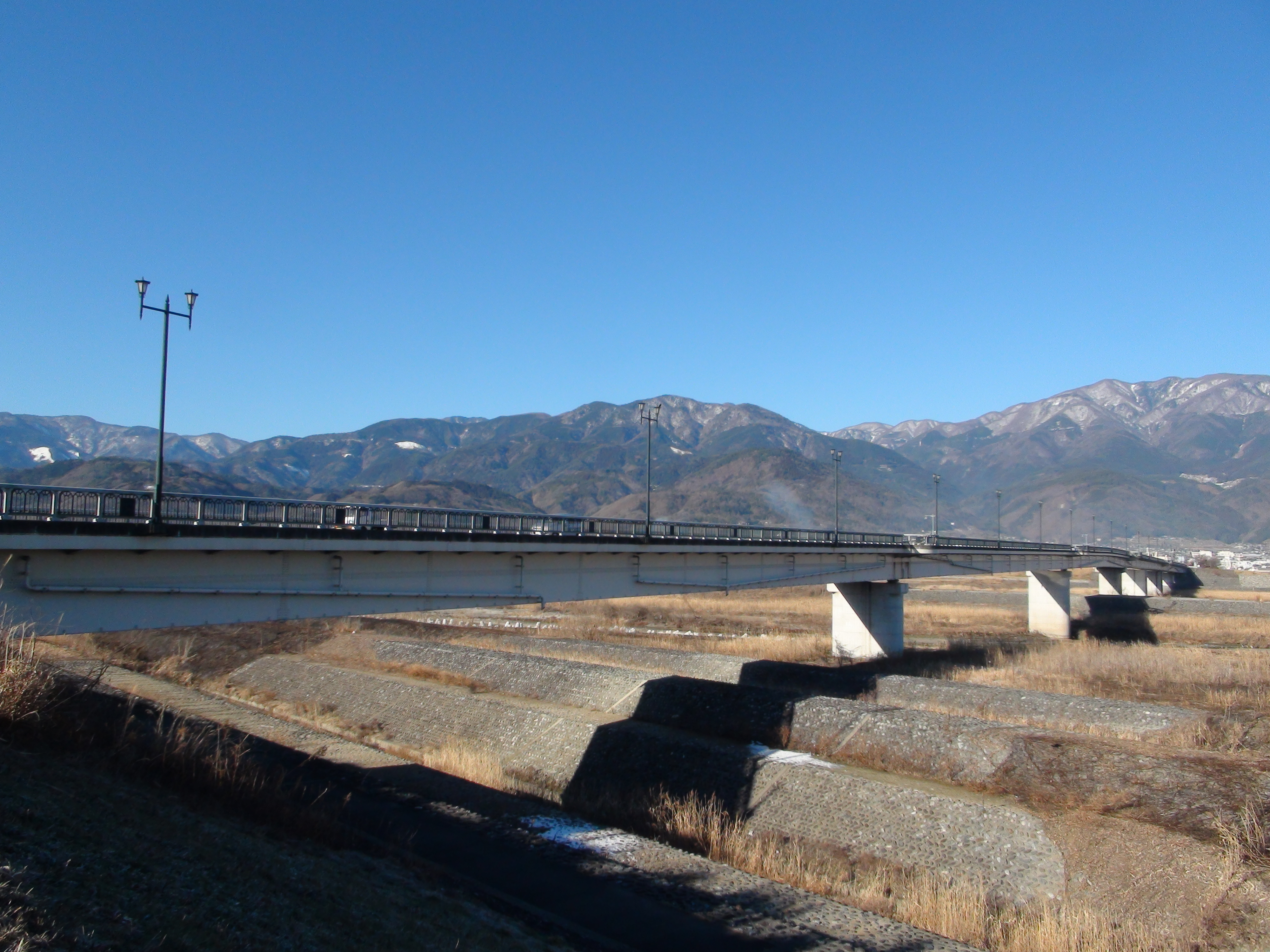
富士川大橋東詰北側より西方向を望む（2013年1月29日撮影）

橋は全長606m、幅10.5mの片道1車線・合計2車線であり、上流側には歩道が設置されている。富士川に架かる道路橋としては富士川河口付近にある国道1号新富士川橋（1,553m）と東名高速道路富士川橋 (780m) に次いで3番目、上流の釜無川を含めると中部横断自動車道釜無川橋（753m）に次いで4番目に長い。富士川町と市川三郷町を直結する唯一のルートだけでなく国道52号から山梨県道4号・国道140号を経由し中央自動車道甲府南インターチェンジへ通じる最短ルートでもあることから1日の交通量は約14,000台と多い。なお、富士川大橋は農道（富士川西部広域農道）であるため、事業主体は国土交通省または自治体ではなく農林水産省である。

## 歴史
本流の釜無川と支流の笛吹川が合流し富士川となるこの一帯は古くは「青柳の渡し」という渡し船を使って川を渡っており、また仮設の橋が架けられることもあった。しかし仮設の橋は大雨で増水すると流され、渡し船も同様に航行不可能になるうえ自動車などの大型荷物は運搬できなかった。左岸の旧増穂町一帯は甲府方面へは明治期に山梨馬車鉄道、昭和期に山梨交通電車線が開通しそれを利用することができたが、静岡方面は1927年（昭和2年）に右岸を通っている身延線が市川大門駅まで開通するが、増穂町と駅とを繋ぐ交通手段がなく、仕方なく渡し船を利用するか遠方へ向かう場合は身延駅まで山梨交通のバスを利用するしかなかった。
1950年（昭和25年）に増穂町の南隣である鰍沢町に富士橋が開通したことでバスを利用して鰍沢口駅まで向かうことができるようになり、さらに1976年（昭和51年）には三郡西橋が開通したことで市川大門駅や市川本町駅も利用できるようになった。しかし富士橋、三郡西橋とも増穂町外にあり、特に増穂町から市川大門町にある山梨県立市川高等学校へ通学する高校生は国道52号を北または南へ向かってから橋を渡らなければならなかった。
1980年代になり山梨県内のモータリゼーションが進んだ頃、交通量増大に対しブドウやモモなど農産物を運ぶために利用されている右岸側の金川曽根広域農道から対岸の国道52号方面へ迅速に農産物を運ぶための新たな農道建設が計画され、その間にある富士川にも新たな橋を架ける構想が持ち上がる。1987年（昭和62年）に広域営農団地農道整備事業「富士川西部地区」が採択されたことにより事業が開始され、1991年（平成3年）には架橋が開始された。そして6年の歳月をかけ1997年（平成9年）3月に開通、本来の目的である農産物の運搬だけでなく増穂町から市川大門町へ直結する道路ができたことで旧市川大門町内にある駅や市川高校までの所要時間が大幅に短縮された。

## 富士川親水公園
富士川大橋の西岸南側には富士川親水公園（ふじかわしんすいこうえん）がある。富士川の中州に整備がすすめられ、2010年（平成22年）8月30日にオープンした。親水用の護岸工事がされており、富士川の水に気軽に触れることができるほか、ターゲット・バードゴルフとグラウンド・ゴルフができる広場や最長1000mのウォーキングコース、あずま屋が整備されている。中州の公園名は富士川水辺公園（ふじかわみずべこうえん）と名付けられ、東岸から公園がある中洲へ渡るため富士川見晴らし橋（ふじかわみはらしばし）という鉄筋コンクリート構造の橋梁も架けられている。なお、開園時間は8時半から17時までとなっており、河川増水時は立ち入らないよう注意を呼び掛けている。
堤防を挟んだところに道の駅富士川がある。また、親水公園の近くに中部横断自動車道増穂PAが整備されている。